# Bernard Dreyfus
Pour les articles homonymes, voir Dreyfus.
Bernard Dreyfus est un artiste peintre né le 21 août 1940 à Managua au Nicaragua. Résidant à Paris depuis novembre 1967, il se partage entre Paris, l'Amérique centrale et les États-Unis. Il décède le 26 septembre 2019 dans le 14e arrondissement de Paris à l'âge de 79 ans.

## Biographie

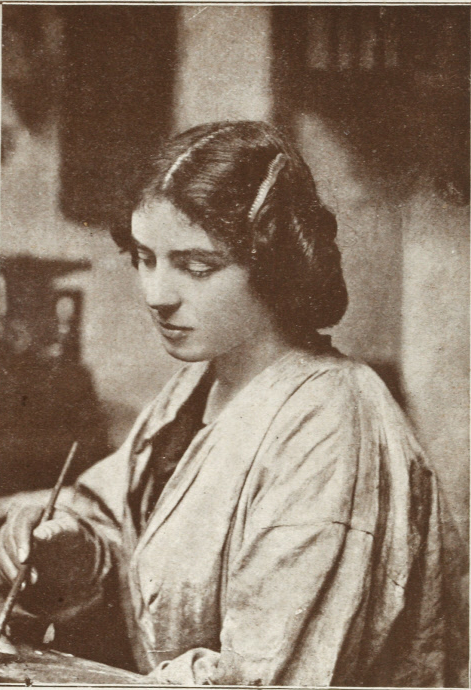
Mela Muter

Par tradition familiale, Bernard Dreyfus effectue ses études secondaires à Paris. Il conserve de ses années de jeunesse des souvenirs de rencontres essentielles : d'abord Bernard Dorival, conservateur adjoint du Musée national d'art moderne, ensuite la sculptrice Chana Orloff, enfin les peintres Mela Muter (« une femme aimée de Rainer Maria Rilke et encore très belle au soir de sa vie » évoque Bernard Dreyfus) et Josette Bournet (1905-1962), cette dernière rencontrée à Nice au cours de l'été 1958 avec autour d'elle ses proches amis Charles Vildrac et André Salmon : tous affirment au jeune Bernard lui reconnaître un tempérament et un avenir de peintre.

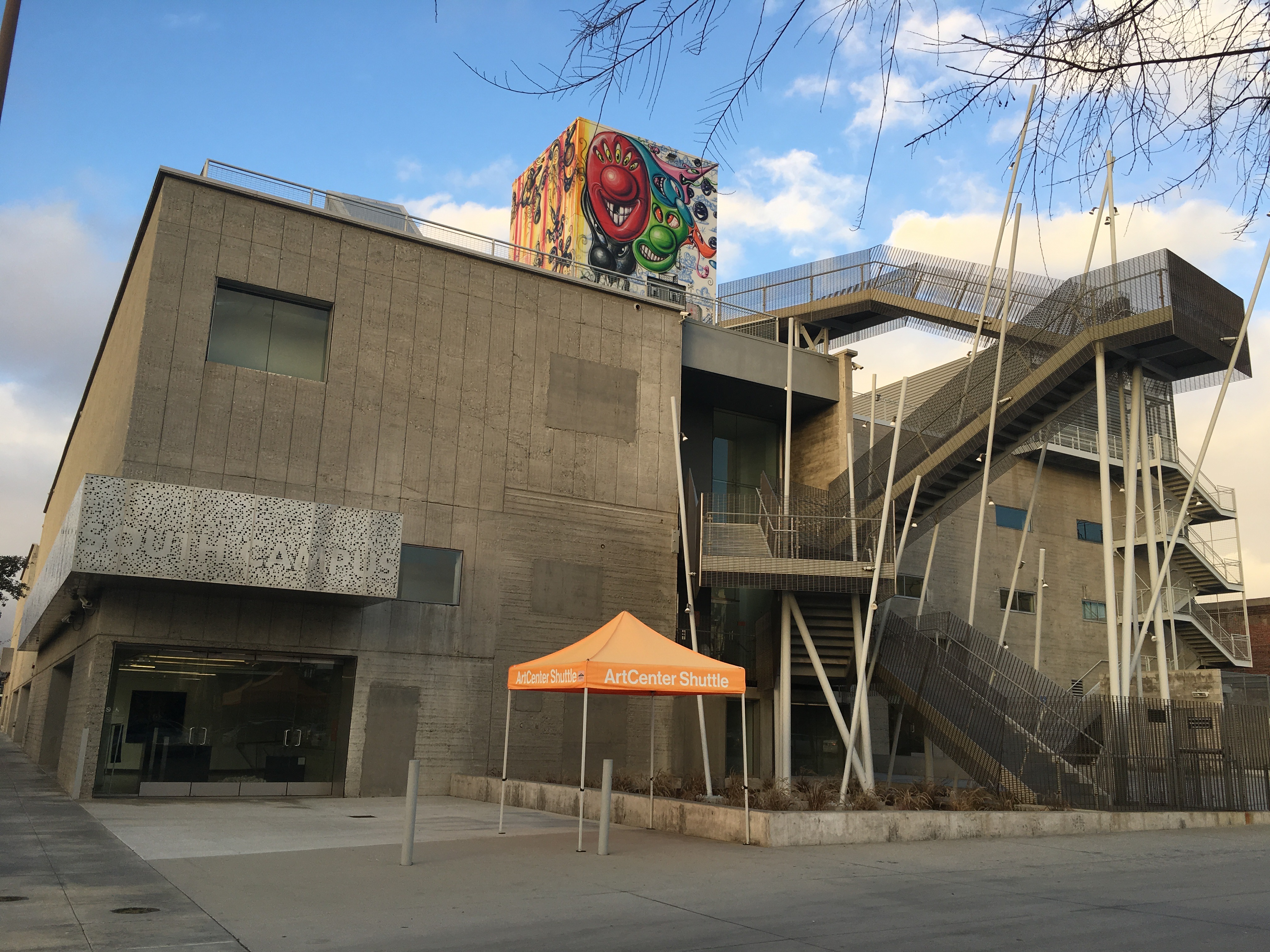
Art Center College of Design, Pasadena

Bernard Dreyfus est ensuite élève du peintre abstrait Lorser Feitelson (1898-1978), l'un des fondateurs avec son épouse Helen Lundeberg (1908-1999), du mouvement sud-californien Hard-edge painting, à l'Art Center College of Design de Pasadena (comté de Los Angeles). Si l'orientation pédagogique du collège (les arts appliqués) est de nature à rassurer le père de Bernard par ses perspectives de débouchés professionnels dans le dessin industriel et l'illustration, une rencontre brève mais déterminante, celle de Man Ray venu à Pasadena en tant que conférencier - « mon plus grand souvenir d'étudiant » évoque-t-il - conforte le jeune homme dans sa vocation picturale.

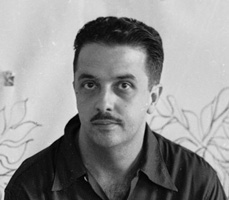
José Gómez-Sicre

De retour à Paris en novembre 1967, Bernard Dreyfus peint tout en vivant de prestations pour des agences de publicité et des maisons d'éditions. En 1971, la Biennale de Paris est sa première exposition. Son voyage au Nicaragua en juillet 1971 (dans le cadre du Prix du 150e anniversaire de l'Indépendance du Nicaragua qui lui est attribué) croise celui du critique d'art cubain José Gómez-Sicre (en) (1916-1991), en séjour à Managua. Conseiller d'Alfred Barr au Museum of Modern Art de New York puis responsable des arts plastiques à la Pan American Union (O.E.A.) de Washington, Gómez-Sicre, impressionné par la peinture de Bernard Dreyfus où déjà s'affirme une relation forte à l'art pariétal et « une poésie de l'insolite », lui écrira en octobre 1971,, l'invitant pour une exposition personnelle à Washington au siège de l'O.E.A. en 1972. Dès lors, la vie de Bernard Dreyfus se partagera entre son atelier parisien et de nombreux séjours aux États-Unis, notamment New York où il rencontrera Alexander Calder, Larry Rivers et Norman Mailer.

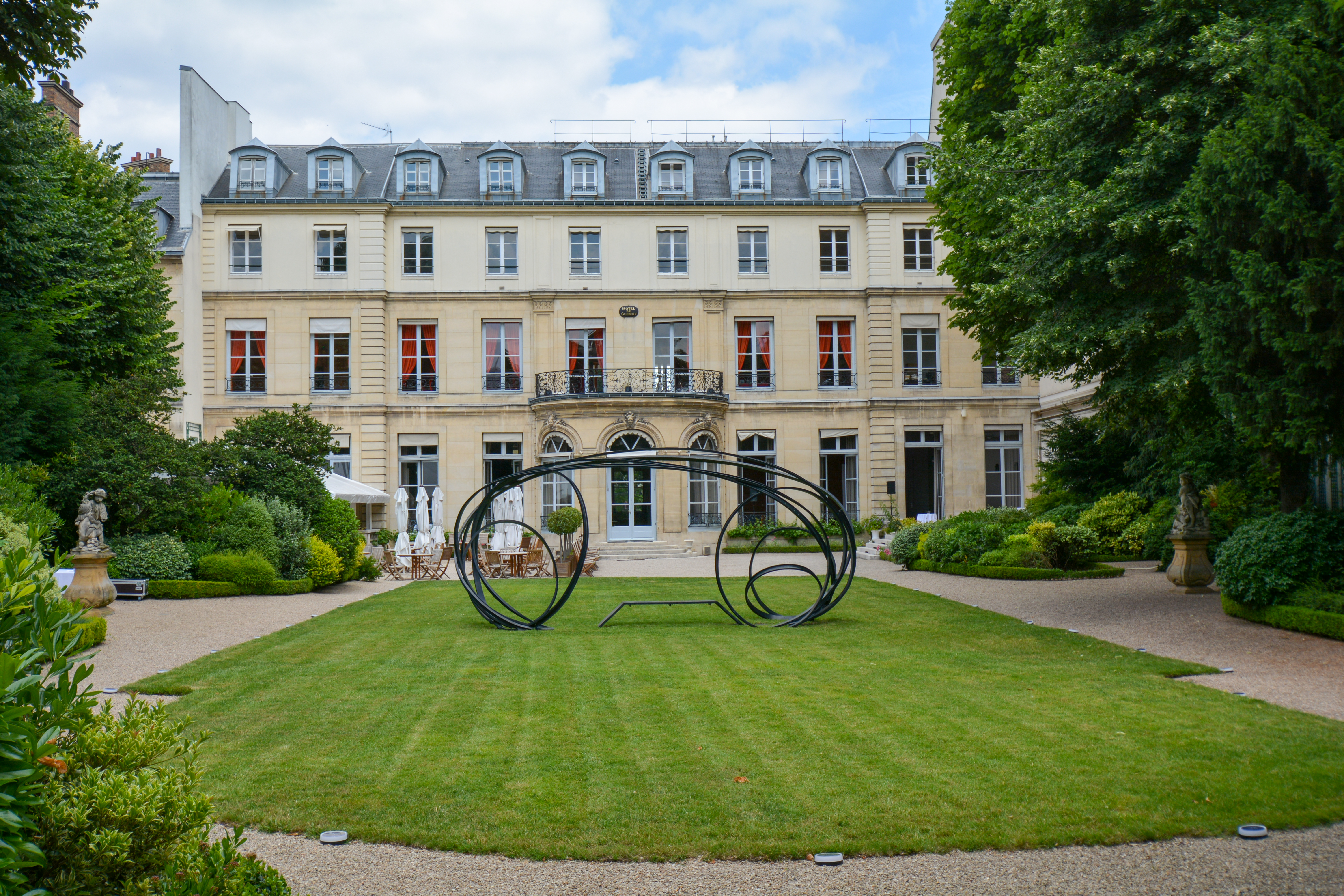
Maison de l'Amérique latine, Paris

En accueillant l'artiste à la Maison de l'Amérique latine en 2009, Alain Rouquié en fait cette présentation : « Bernard Dreyfus, peintre des volcans, des lacs et des poètes, a longtemps chassé les couleurs; armé des savoirs de la tradition et du modernisme. Il nous fait découvrir les commencements, les exodes, les premières images, les soleils et les nuits noirs, tous les incessants mouvements qui agitent son lointain intérieur. Il y a du Michaux dans cette peinture ».

## Expositions personnelles
- Sutton Gallery, New York, 1980.

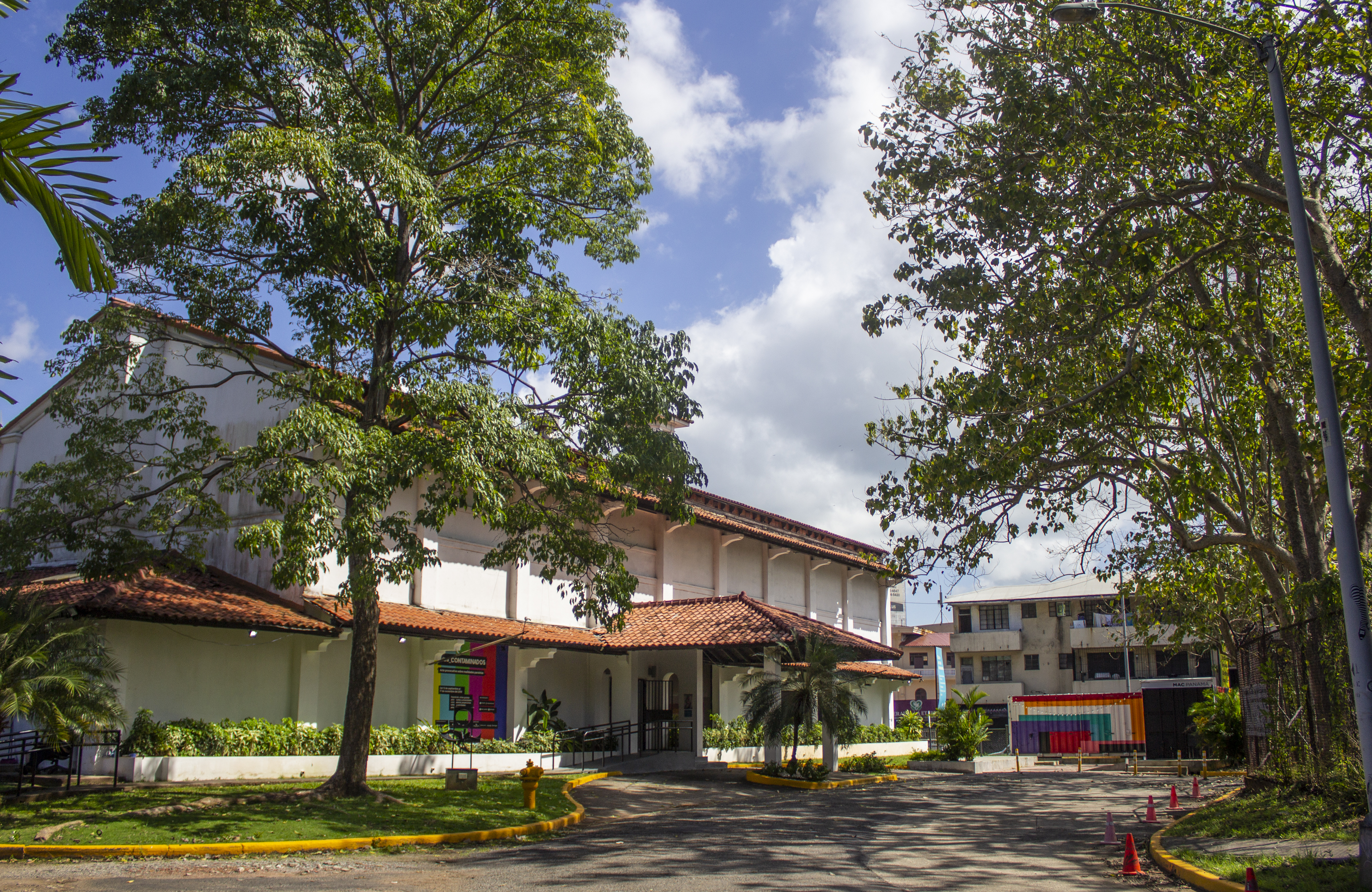
Musée d'art contemporain de Panama

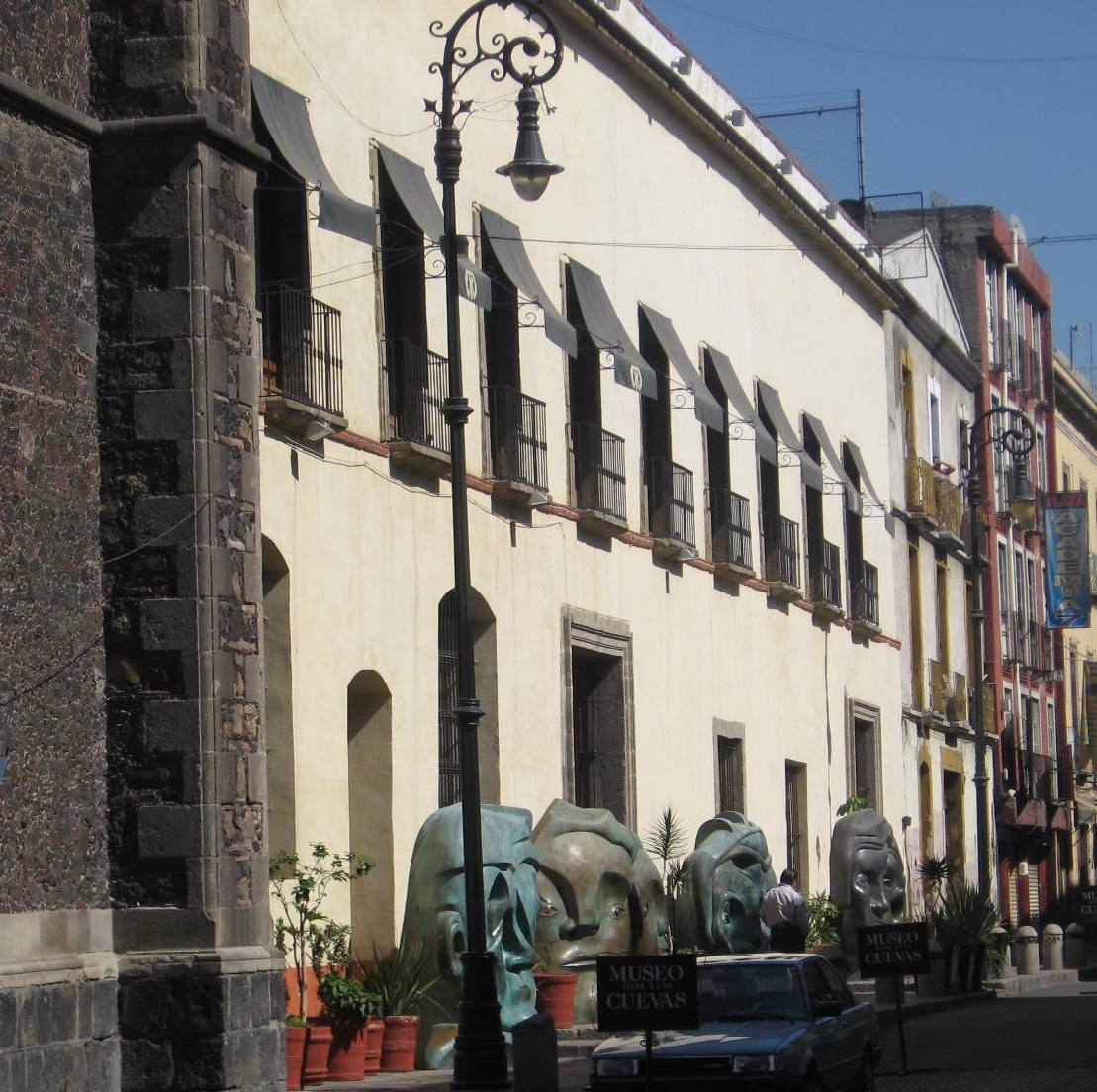
Musée José Luis Cuevas, Mexico

- Galerie de Armas, Miami, Floride, 1980.
- Meeting Point Art Center, Coral Gables, Floride, 1981.
- Mary-Anne Martin Fine Art, New York, 1981.
- FIAC :  exposition personnelle Galerie Levy, Hambourg, 1985, 1987.
- Galerie Stemmle, Heidelberg, 1986.
- Galeria 1-2-3, San Salvador (Salvador), 1988, 1991.
- Patronato de Bellas Artes, Guatemala City, 1989.
- Galerie Adrover, Palma de Majorque, 1990.
- Galeria Plastica Contemporanea, Guatemala City, 1991.
- Galerie Gary Nader Fine Art, Coral Gables, Floride, 1992, 1994.
- Galeria Bernheim, Panama, 1992.
- Galeria Códice, Managua, 1995, 2002.
- Musée d'art contemporain de Panama (es), 1997[11].
- Musée José Luis Cuevas (es), Mexico, 1997.
- Théâtre national Rubén Dario, Managua, 1997.
- Casa de America, Madrid, 1997.
- Galerie La Hune Brenner, Paris, 2004, 2006.
- Marchina Arte Contemporanea, Brescia, 2006.
- Œuvres récentes, Maison de l'Amérique latine, Paris, novembre 2009 - janvier 2010[12].
- Rétrospective Bernard Dreyfus - Œuvres de 1969 à 2016, Centre culturel Altinate San Gaetano, Padoue, mai-juin 2016[13],[14],[15],[16],[17],[18],[6].

## Expositions collectives
- Biennale de Paris, Vincennes, 1971.
- Maison des jeunes et de la culture, Viry-Châtillon, 1971.
- Pan American Union (O.E.A.), Washington, 1972.
- Nations Unies, New York, 1973.
- Musée d'art de Queens, New York, 1973.
- Biennale de São Paulo, 1974.
- Aldrich Museum of Contemporary Art, Ridgefield, Connecticut, 1975.
- Bonino Gallery, New York, 1976.
- Institut Ibero-américain, Madrid, 1977.
- Hommage à dix peintres latino-américains, San Salvador, 1977.
- Galerie Alexis, San Salvador, 1978.
- Smithsonian American Art Museum, Washington, 1978.
- Meeting Point Art Center, Coral Gables, Floride, 1979.
- Sutton Gallery, New York, 1980.
- Foire internationale d'art contemporain, Grand Palais, Paris, 1985.
- Foire de Cologne, 1985.
- Seoul Art Center, Corée du Sud, 1985.
- Biennale américaine d'arts graphiques, Musée d'art moderne La Tertulia, Cali (Colombie), 1987.
- Salon de mars, Galerie Levy, Paris, 1990.
- Chats à Châtillon, Théâtre de Châtillon-sur-Seine, 1990.
- Galeria Levy, Madrid, 1991.
- Art Miami, International Art Fait, Floride, 1992, 2000.
- Exposition universelle de Séville, 1992.
- Théâtre national Rubén Dario, Managua, 1992.
- De Bonnard à Baselitz, dix ans d'enrichissement du Cabinet des estampes, Bibliothèque nationale de France, Paris 1992.
- First annual Latin American Masters Exhibition of Miniatures, Gary Nader Fine Arts, Coral Gables, Floride, 1993.
- Cumbre Chile 96, Musée d'Art contemporain (es) de Santiago du Chili, 1996.
- Biennale de peinture nicaraguayenne, Fondation Ortiz Gurdian, León (Nicaragua), 1997 (Bernard Dreyfus, invité d'honneur).
- Centre culturel Santo Domingo de Oaxaca, Oaxaca de Juarez, Mexique, 2000.
- Museo del Periodismo y las Artes graficas, Guadalajara (Mexique), 2000.
- Fundacion Jesus Alvarez de Castillo, Guadalajara (Mexique), 2000.
- Galerie de l'Hôtel Innocenti, Montecatini Terme, 2000.
- Centre italien pour l'art et la culture, Turin, Rome, 2000.
- Galeria Piramide, Guatemala City, 2001, 2005.
- Galleria Dante Vecchiato, Forte dei Marmi et Padoue, Italie, 2002, 2004.
- Bernard Dreyfus, Cesare Berlingeri (en), Rabarama, Galleria d'arte 1000 bolle Arte Contemporanea, Amantea, janvier 2006[7].

## Réception critique

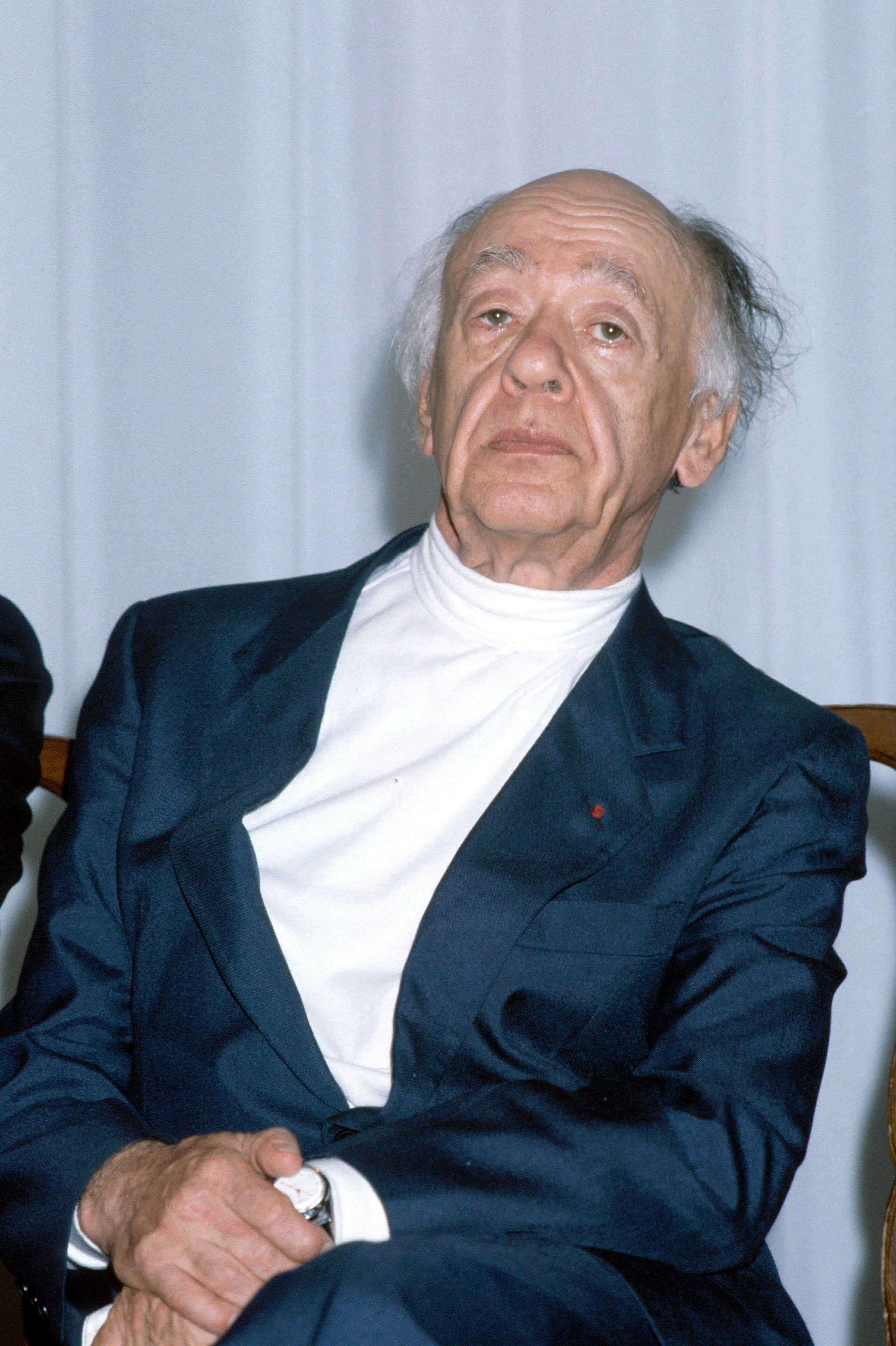
Eugène Ionesco

« L'art, en l'occurrence la peinture de Bernard Dreyfus, ne peut plus avoir de ce monde que des visions fugitives et plutôt désespérées. Qu'est-ce que nous y voyons? Des sortes de silhouettes, des sortes d'êtres, plutôt nombreux, qui semblent être des créatures humaines, perdues dans une immensité blanche ou noire, des immensités de la toile, c'est-à-dire de cet univers à la fois épais et inconsistant, inquiétant comme un mystère impénétrable. J'aime Bernard Dreyfus parce que sa peinture n'est pas un simple problème de couleurs, de technique picturale, mais parce qu'elle est interrogation de l'énigme. »

— Eugène Ionesco, de l'Académie Française, 1980

« El especialista Pablo Antonio Cuadra (es) opina que las pinturas de Bernard Dreyfus son "instantáneas del Bing-Bang inicial o final del hombre" y que "su estallido cubre de sugerentes desnudeces, de extrañas búsquedas y encuentros multitudinarios en el momento de redimir la materia"... Juan Malpartida (es) sostiene que "la primera impresión que nos produce su obra es la de que tiende hacia la representación pero acentúa, como reacción ante esta misma tendencia, el hecho mismo de pintar"... Mientras que Jorge Eduardo Arellano opina que su "capacidad de crear una inédita forma expresiva; es licito incluirio entre los inventores plásticos de nuestro tiempo... La historiadora de arte, Maria Dolores G. Torres, apunta que en la obra de Bernard Dreyfus nos encontramos con el más "profundo y emocional impacto de color, contrastes de luz y sombra, dibujo simplificado, gestualismo y acción. Une pintura visionaria que literalmente absorbe al espectabor y lo sumerge en un environment (ambiente) cromático". Lionel Méndez Dávila insiste en lo enigmático de este artista, al señalar que "lo primero que impacta en la pintura de Dreyfus son los signos de su lenguaje plástico. Son absolutamente personales y (en ese sentido), irrepetibles. Envolventes. También, enigmáticos". »

— Celdonio Arauz Espinosa

« Son art semble investi de mystère et d'irréalité qu'il restitue sur la toile avec la force de la représentation. Et ces mystères naissent sous nos yeux sous forme d'êtres fluides, de foules migrantes ou d'animaux hybrides extraits des repères immémoriaux de l'histoire. On pourrait dire de la peinture de Bernard Dreyfus qu'elle est primitive, archaïque presque, car on y retrouve les caractères que les plus anciennes civilisations gravaient sur les parois des grottes et que nous retrouvons aujourd'hui sur les murs de nos cités sururbanisées. Elle reprend des silhouettes incertaines et floues, des thèmes fleuris de papyrus égyptiens ou des graffiti pariétaux. L'œuvre de Bernard Dreyfus établit un pont d'éternité entre les cultures et les hommes, entre les traditions contradictoires et l'infinie universalité de la nature humaine. »

— Dominique Stella, 2009,

« Je sens, j'éprouve en Dreyfus la fusion de ces fabuleuses migrations de nos deux cultures mères, La grecque et occidentale et l'américaine. Son « univers », c'est précisément ce même univers, l'humanité qui avance, qui sait vers quel but. »

— Julio Valle Castillo (en), peintre, essayiste, critique d'art, directeur de l'Institut nicaraguayen de la culture.

## Prix et distinctions
- Prix du 150e anniversaire de l'Indépendance du Nicaragua, 1971.
- Chevalier de l'ordre des Palmes académiques (2005)[20]

## Musées et collections publiques
- Cabinet des estampes de la Bibliothèque nationale de France, El dictator, lithographie, éditions Cartón y Papel, Mexico, 1978[21].
- Museum of Modern Art, New York.
- Syracuse University Museum, New York.
- New York University Museum, New York.
- Musée d'art contemporain d'Amérique latine, Washington.
- Metropolitan Museum, Coral Gables, Floride.
- Museum of Art, Université du Texas, Austin (Texas).
- Aldrich Museum of Contemporary Art, Ridgefield (Connecticut).
- William Benton Museum of Art, Storrs, Connecticut.
- University Art Museum, Boca Raton, Floride.
- Chrysler Art Museum, Norfolk (Virginie).
- Santa Barbara Art Museum, Californie.
- Kennedy University Art Museum, San Francisco.
- Simon Fraser Museum, Vancouver.
- Hamilton Art Gallery, Hamilton (Ontario).
- Musée des beaux-arts de Caracas.
- Musée d'art moderne de Rio de Janeiro.
- Musée d'art moderne, Buenos Aires.
- Musée d'art moderne La Tertulia, Cali (Colombie).
- Hallo Foundation, Quito (Équateur)
- Institut national des beaux-arts, Mexico.

## Collections privées
- Joseph M. Cohen[22], New York, six toiles de Bernard Dreyfus[23].
- Walter Phelps Scott, Jacksonville (Floride).

## Philatélie
- Timbre-poste, série Peinture contemporaine du Nicaragua, Thomas Greg & Sons, Pérou, imprimeurs. Sujet: Suite en Turquesa y azules, œuvre de Bernard Dreyfus. Émis le 23 octobre 2003 par Correos de Nicaragua[24].